# Metalopha intradeleta
Metalopha intradeleta är en fjärilsart som beskrevs av Ludwig Osthelder 1933. Metalopha intradeleta ingår i släktet Metalopha och familjen nattflyn. Inga underarter finns listade i Catalogue of Life.